# كوكي شيموساكا
كوكي شيموساكا (باليابانية: 下坂 晃城) (25 سبتمبر 1993 في فوكوكا في اليابان – )؛ هو لاعب كرة قدم كان يلعب كمدافع.

## وصلات خارجية
- كوكي شيموساكا على موقع رابطة كرة القدم اليابانية للمحترفين (اليابانية)
- كوكي شيموساكا على موقع قاعدة بيانات كرة القدم.إي يو (الإنجليزية)
- كوكي شيموساكا على موقع Soccerway.com (الإنجليزية)
- كوكي شيموساكا على موقع عالم كرة القدم.نت (الإنجليزية)